# Jordi de Bardaixí i Ram
Jordi de Bardaixí, eclesiàstic del segle xv, bisbe de Tarassona. Va ser fill del poderós Justícia d'Aragó Berenguer de Bardaixí. L'any 1450 apareix com a canceller d'Alfons el Magnànim en terres aragoneses, president del Consell d'Aragó. Com el seu germà Berenguer, intervingué en les Corts d'Aragó del 1452 i fou apoderat a les Corts de Fraga del 1459. El 1455 havia estat ambaixador davant del papa Calixt III.